# Hrušovany (Topoľčany)
Hrušovany es un municipio situado en el distrito de Topoľčany, en la región de Nitra, Eslovaquia. Tiene una población estimada, en junio de 2023, de 1079 habitantes.
Está ubicado al norte de la región, cerca del río Nitra (cuenca hidrográfica del Danubio) y de la frontera con las regiones de Trnava y Trenčín.

## Demografía
| Año        | 1994 | 2004    | 2014    | 2024    |
| ---------- | ---- | ------- | ------- | ------- |
| Población  | 1133 | 1134    | 1101    | 1056    |
| Diferencia |      | +0,08 % | −2,91 % | −4,08 % |

| Año        | 2023 | 2024    |
| ---------- | ---- | ------- |
| Población  | 1067 | 1056    |
| Diferencia |      | −1,03 % |